# Eibenkopf
Eibenkopf ist ein Naturschutzgebiet auf dem Gebiet der baden-württembergischen Stadt Waldshut. 

## Kenndaten
Das Naturschutzgebiet wurde mit Verordnung des Regierungspräsidiums Südbaden vom 31. Januar 1962 ausgewiesen und hat eine Größe von rund 0,9 Hektar. Es wird unter der Schutzgebietsnummer 3.060 geführt. Der CDDA-Code für das Naturschutzgebiet lautet 81579  und entspricht der WDPA-ID.

## Lage und Beschreibung
Der Eibenkopf liegt zwischen Schmitzingen und Waldshut auf einem Muschelkalksteilhang rund 300 Meter östlich oberhalb des Seltenbachs. Es ist der größte Eibenbestand in Südbaden. In der Nähe befindet sich das Wildgehege Waldshut-Tiengen. 
Es liegt im Naturraum 120-Alb-Wutach-Gebiet innerhalb der naturräumlichen Haupteinheit 12-Neckar- und Tauber-Gäuplatten und ist Teil des Naturparks Südschwarzwald.